# Гуровский замок
Гуровский замок (пол. Zamek w Górze, нем. Burg Guhrau) — остатки замка в городе Гуре Нижнесилезского воеводств в Польше.

## История
Замок, вероятно, был построен на рубеже XIV и XV веков. Первое упоминание о нем датируется 1409 годом. Здание, которое считается его остатком, построено из кирпича и имеет четырехугольную форму; является частью юго-западной части городских стен. В XIX веке оно было перестроено в тюрьму.